# Sporten Plus
Sporten Plus var ett sportnyhetsprogram som sändes i TV4 Plus. Dessa sändningar kompletterade sportsändningarna i TV4. Sista programmet sändes 16 december 2005.

## Återkommande ankare
- Rickard Sjöberg
- Suzanne Sjögren
- Nora Strandberg
- Marika Eriksson
- Cicci Hallström